# THX-1138
A THX-1138 1971-ben bemutatott amerikai társadalmi témájú sci-fi film, melyet George Lucas rendezett játékfilmes rendezői debütálásában. A film egy disztópikus jövőben játszódik, ahol a lakosságot androidrendőrökkel és az érzelmeket elnyomó drogok kötelező használatával irányítják. A Francis Ford Coppola által készített filmet Lucas és Walter Murch írta, a főszerepekben Robert Duvall és Donald Pleasence látható.
A THX 1138 Lucas Electronic Labyrinth című diákfilmjéből készült: THX 1138 4EB, amit akkor forgatott, amikor még 1967-ben a USC School of Cinematic Arts-ra járt. A játékfilm a Warner Bros. és az American Zoetrope közös vállalkozásában készült. Ben Bova regénye 1971-ben jelent meg.
A film vegyes kritikákat kapott a kritikusoktól, és az első bemutatásakor alulteljesített a kasszáknál; később azonban a filmet a kritikusok elismeréssel fogadták, és kultikus rajongótáborra tett szert, különösen Lucas 1977-es Csillagok háborúja sikere után. A Lucas által készített rendezői változat 2004-ben jelent meg.

## Cselekmény
A 25. században vagyunk, egy totalitárius államban.
A szexualitás és a szaporodás tilos, míg a elmeállapotot megváltoztató drogok használata kötelező, hogy a polgárok körében kikényszerítsék az engedelmességet, és biztosítsák a veszélyes és megterhelő feladatok elvégzésére való képességüket. Az érzelmek és a család fogalma tabu. A munkások egyforma fehér egyenruhát viselnek, és az egységesség hangsúlyozása érdekében borotvált fejűek, hasonlóan a rendőrségi androidokhoz, akik fekete ruhát viselnek, és a szerzetesekhez, akik köntösbe öltöznek. Nevek helyett az emberek három tetszőleges betűből (ez az úgynevezett „előtag”) és négy számjegyből álló megnevezésekkel rendelkeznek, amelyeket egy állandóan viselt azonosító jelvényen mutatnak.
A központi videós megfigyelő  irányítóközpontokban lévő munkahelyükön SEN 5241 és LUH 3417 felügyeli a várost. LUH-nak van egy férfi szobatársa, THX 1138, aki egy android rendőröket gyártó gyárban dolgozik. A történet elején THX befejezi a műszakját, miközben a hangszórók a „biztonság növelésére” buzdítják a munkásokat - és gratulálnak nekik, hogy az elmúlt időszakban csak 195 munkást veszítettek el - a konkurens gyár 242-t.
Hazafelé menet megáll egy gyóntatófülkénél a sok közül, elmondja aggodalmait, és imákat motyog a „pártról” és a „tömegről”, egy Jézus Krisztus-szerű „OMM 0000” arckép alatt. Egy megnyugtató hang üdvözli THX-et, és OMM búcsúzóul köszöntéssel fejezi be a gyónás: „Ön igaz hívő, az állam áldása, a tömegek áldása. Dolgozz keményen, növeld a termelést, előzd meg a baleseteket és légy boldog”.
Otthon THX beveszi a drogot és holoközvetítést néz, miközben egy maszturbáló eszközzel foglalatoskodik. LUH titokban a birtokában lévő tablettákkal helyettesíti THX gyógyszereit, aminek következtében hányingere, szorongása és szexuális vágyai támadnak. LUH és THX romantikus kapcsolatba kerülnek és szexelnek. THX később szembesül SEN-nel, aki megpróbálja elintézni, hogy THX legyen az új szobatársa, de THX panaszt tesz SEN ellen a törvénytelen műszakváltás miatt.
Drogok nélkül a szervezetében THX a munkája egy kritikus és veszélyes szakaszában megbicsaklik, és az irányítóközpont „agyzárat” kapcsol be THX-en, ami megnöveli a veszély szintjét. Az elmezár feloldása után THX elvégzi a szükséges korrekciót az adott munkafázisban.
THX-et és LUH-t letartóztatják, és THX-et gyógyszeres kezelésnek vetik alá. Rövid ideig újra találkozik LUH-val, ami röviddel azután szakad meg, hogy a nő felfedezi terhességét.
THX tárgyalásán THX-et börtönbüntetésre ítélik és SEN mellett helyezik el. A rabok többsége nem tűnik érdekeltnek a szökésben, de végül THX és SEN találnak egy kijáratot, és később csatlakozik hozzájuk a hologram színész SRT 5752, aki a holobemutatókban szerepelt. A menekülés során THX és SRT elválik SEN-től. A rendőrrobotok üldözik őket, THX és SRT egy irányítóközpontban rekednek, ahonnan THX megtudja, hogy LUH-t „felhasználták”, és a nevét egy növekedési kamrában a 66691-es számú magzathoz rendelték vissza.
SEN elszökik az OMM szerzeteseinek fenntartott területre, ahol egy magányos szerzetes észreveszi, hogy SEN-nek nincs azonosító jelvénye. SEN megtámadja őt. Később egy gyermeknevelési területre téved, beszélgetésbe elegyedik a gyerekekkel, és céltalanul üldögél, amíg a rendőrségi androidok el nem fogják. THX és SRT ellopnak két autót, de SRT nekicsapódik egy betonoszlopnak.
Két motoros rendőrségi android által üldözve THX a város határáig menekül, és egy szellőzőaknába mászik. A rendőrségi androidok motorkerékpárokon üldözik őt az aknán keresztül egy menekülő létráig, de a központi parancsnokság utasítja őket, hogy hagyják abba az üldözést, azzal az indokkal, hogy az elfogás költségei meghaladják a költségvetésükre szánt összeget. Az őrök tájékoztatják THX-et, hogy a felszín lakhatatlan, ezzel próbálják meggyőzni, hogy adja meg magát, de ő nem hagyja magát, és továbbmegy a szellőzőaknában.
Ekkor derül ki, hogy a város teljesen a föld alatt van, és THX a felszínre szökött, ahol szemtanúja lesz a naplementének.

## Szereplők
- Robert Duvall – THX 1138
- Donald Pleasence – SEN 5241
- Maggie McOmie – LUH 3417
- Don Pedro Colley – SRT 5752, hologram színész
- Ian Wolfe – PTO, öreg fogoly
- Marshall Efron - TWA fogoly
- Sid Haig – NCH fogoly
- John Pearce – DWY fogoly
- James Wheaton – OMM 0000 hangja

## Fordítás
- Ez a szócikk részben vagy egészben  a   THX 1138 című angol Wikipédia-szócikk fordításán alapul.  Az eredeti cikk szerkesztőit annak laptörténete sorolja fel. Ez a jelzés csupán a megfogalmazás eredetét és a szerzői jogokat jelzi, nem szolgál a cikkben szereplő információk forrásmegjelöléseként.